# Patrocini esportiu
El patrocini esportiu és una estratègia de comunicació integrada al màrqueting. Té la finalitat de buscar un benefici mutu entre patrocinador i patrocinat, és una acció win-win. Aquest benefici sol ser econòmic, però també pot ser de imatge de marca, tot i que els dos factors van estretament lligats en els plans i accions de patrocini. Aquests beneficis poden ser directes o indirectes, a curt o a llarg termini; depenent del model de patrocini.
Cal distingir-ho del mecenatge, ja que el mecenatge no té ànim de lucre i el patrocini sí.

## Models de patrocini
Podem distingir quatre tipologies de patrocini:
- Activació de marca: son accions de patrocini estretament lligades a la comunicació tradicional, ja que s'ajuda d'estratègies de publicitat com: anuncis de TV, falques de ràdio, estands en punts de venda, gràfiques en premsa (online i offline), etc. Té la finalitat principal de millorar la imatge i percepció de la marca patrocinadora.
- Activació de negoci: busca un benefici de negoci directe. Serveix per donar a conèixer un nou producte, donar suport a la campanya de llançament d'un nou producte, donar a conèixer una nova línia de negoci o reposicionar un producte existent. Aquest model de patrocini s'ajuda principalment de tècniques del màrqueting promocional (product placement, descomptes, mostres gratuïtes, merchandising, venda creuada, cuponing, etc.)
- Implicació interna: és un model de patrocini que va destinat a l'organització interna de una empresa. Té la finalitat de millorar la imatge de la marca a través d'implicar els treballadors en el propi patrocini, ja sigui que formin part activa de les accions del patrocini, com que siguin els beneficiaris de les accions com a incentiu part part de la empresa per millorar l'ambient i qualitat del lloc de treball i la motivació dels treballadors.
- Implicació externa: són accions de patrocini enfocades principalment a la responsabilitat social corporativa. Busquen que el patrocini causi un efecte positiu en l'entorn (millora d'un espai, ajudes en llocs desfavorits, implicació en grups de risc de marginalitat, etc.). Com que aquestes accions no són un acord entre dues empreses, per donar-ho a conèixer i poder treure'n un benefici de imatge de marca, el patrocinador es pot ajudar d'accions com publicity (aconseguir espai en les notícies dels mitjans de comunicació) o fent-ne difusió a través de les xarxes socials de la pròpia empresa.

Per escollir quin model és el més adequat, cal tenir molt clar quin és l'objectiu i el benefici final que en vol extreure la empresa patrocinadora (i també cal tenir en compte les exigències i objectius del patrocinat). En cada model és important que s'hi incorporin accions el més creatives possibles per donar notorietat a les accions i diferenciar al màxim el patrocini respecte d'altres.

## Actors que intervenen en el patrocini (stakeholders)
Les parts que intervenen en un patrocini són:
- Patrocinador: és el que busca tot el retorn possible en forma de benefici: econòmic, imatge de marca, presència en els mitjans de comunicació, augment de la base de dades de potencials clients, etc. per tal de rendibilitzar la inversió prèvia que ha fet.
- Patrocinat: aquest s'ha d'encarregar de complir amb tot el que s'ha compromès amb el seu patrocinador i cal que posi totes les facilitats possible per obtenir un benefici mutu.
- Públic general: són totes aquelles persones que acabaran rebent l'impacte del patrocini.

## Pla de patrocini
Per tal d'activar el patrocini cal que es formalitzi un document on es plasmin tots els factors que envoltaran el patrocini. Aquest document ha de detallar com es vinculen el patrocinador i el patrocinat (ja que com més afinitat tinguin les dues institucions més possibilitats hi haurà d'extreure'n un benefici), s'han d'apreciar de forma clara els beneficis que n'obtindrà cada part, cal deixar molt clars els objectius generals i els objectius específics; el document també ha de detallar quin model de patrocini es durà a terme, quins stakeholders hi intervindran, la idea creativa que marcarà el patrocini i un pressupost orientatiu*.
*El patrocinador ha de tenir en compte que la inversió que haurà de fer no és només el què inverteix en el seu patrocinat, sinó que haurà d'invertir un mínim del 50% del que ha donat al patrocinat per dur a terme accions d'activació (publicitat i màrqueting) per aconseguir complir amb els seus objectius.